# Aleksandr Kirílov
Aleksandr Aleksándrovich Kirílov (en ruso: Александр Александрович Кириллов, n. 1936) es un matemático ruso, conocido por su trabajo en la teoría de representaciones de  grupos de Lie.  Kirillov estudió en la Universidad Estatal de Moscú donde fue alumno de Israel Gelfand.
Fue profesor en esa institución académica hasta 1994, cuando fue nombrado profesor titular en la Universidad de Pensilvania.
- Datos: Q925405
- Multimedia: Alexandre Kirillov / Q925405